# Cristoforo Babbi
Cristoforo Babbi (* 8. Mai 1745 in Cesena; † 19. November 1814 in Dresden) war ein italienischer Violinist, Konzertmeister und Komponist.

## Leben
Pietro Giovanni Cristoforo Bartolomeo Gaspare Babbi war der Sohn des Opernsängers Gregorio Lorenzo Babbi (1708–1768) und der Sopranistin Giovanna Guaetti. Cristoforo Babbi wuchs in Neapel auf, wo seine Eltern ein Engagement am Teatro San Carlo hatten. In Faenza studierte Babbi ab 1763 Violine, Kontrapunktik und Komposition bei Paolo Tommaso Alberghi, einem Schüler Giuseppe Tartinis. Babbi wurde zwischen 1766 und 1772 mehrmals bei den jährlichen Festa dell'Immacolata Concezione in Faenza als primo violino genannt. In der Opernsaison 1773 war er als erster Geiger in Rimini aktiv, aber bereits im gleichen Jahr wurde er Mitglied der Capella musicale an San Petronio in Bologna, eine Anstellung, die er bis 1781 ausübte. 1774 wurde Babbi als Mitglied in die Accademia Filarmonica aufgenommen. Parallel zu seinem Dienst an San Petronio war er zwischen 1775 und 1778 Kapellmeister am Teatro Comunale in Bologna.
Am 3. März 1781 erhielt er für ein Probejahr die Stelle des Konzertmeisters an der Dresdner Hofkapelle, die damals unter der Leitung von Johann Gottlieb Naumann stand. Der Probezeit folgte eine feste Anstellung für neun Jahre, bei einem Jahresgehalt von 1200 Talern. In Dresden erwarb sich Babbi den Ruf des besten Concertmeister, welches zumal bey der Hasseschen Musik sehr nöthig und nützlich ist.  Der Konzertmeistervertrag wurde 1789 auf unbestimmte Zeit verlängert. Nachfolger Babbis wurde Giovanni Battista Polledro.
Babbis Töchter Giovanna und Teresa waren Sängerinnen der Dresdener Kapelle und am Hoftheater, sein Sohn Gregorio Babbi (* um 1770; † nach 1815) war als Sänger und Violinist an der Dresdener Hofkapelle und nach 1807 als primo violino an Bologneser Theatern tätig.
Cristoforo Babbi komponierte mehrere Violinkonzerte, Sinfonien, Quartette und Duette, die allesamt verschollen sind. Lediglich die Eingangssinfonie zur Kantate Augusta vom Kreuzkantor Christian Ehregott Weinlig von 1786 blieb erhalten.
Babbi wurde ab 1804 als Lehrling der vereinigten Dresdner Freimaurerloge Zu den drey Schwerdtern und den wahren Freunden geführt.
Der Musikwissenschaftler Richard Engländer sieht in Babbi die Persönlichkeit, die für den Aufschwung der Dresdner Hofkapelle in der Zeit von 1780 und 1800 von ausschlaggebender Bedeutung war.